# Feuervogel

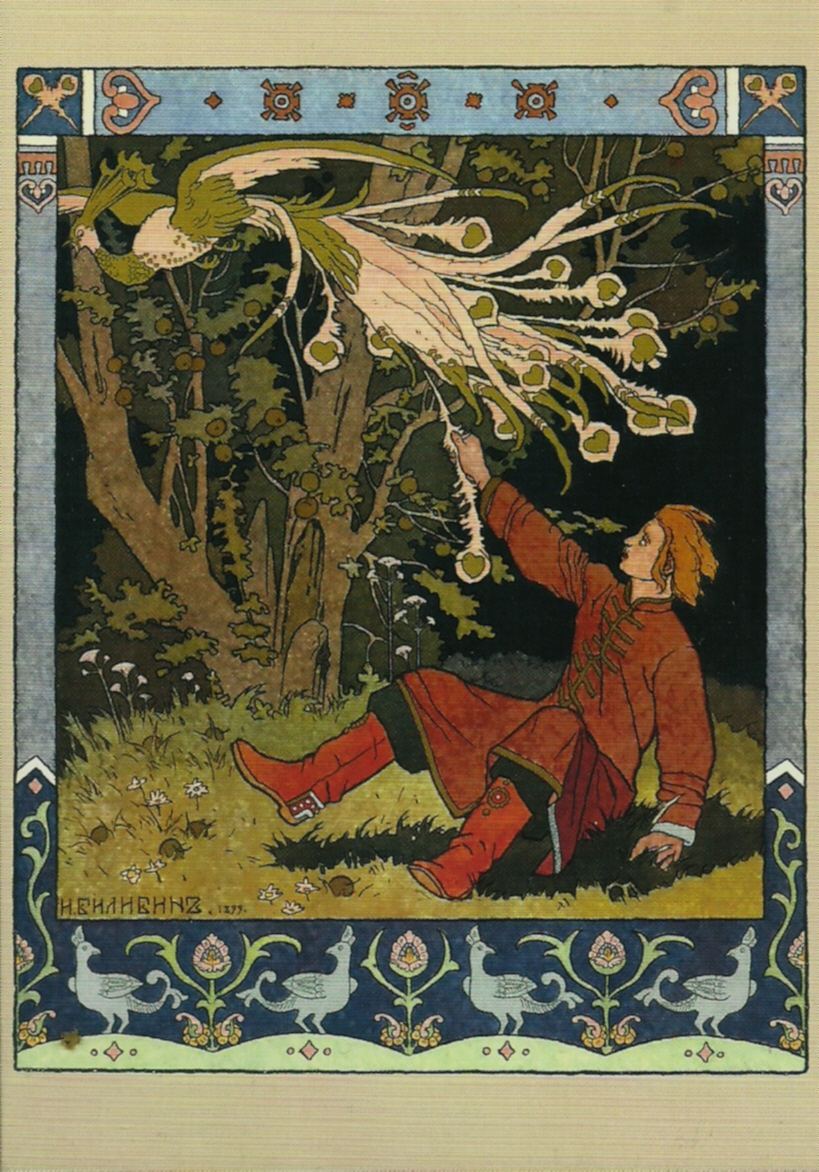
Iwan Bilibin: Das Märchen von Iwan Zarewitsch, wie er die Feder des Feuervogels erhascht (1899)

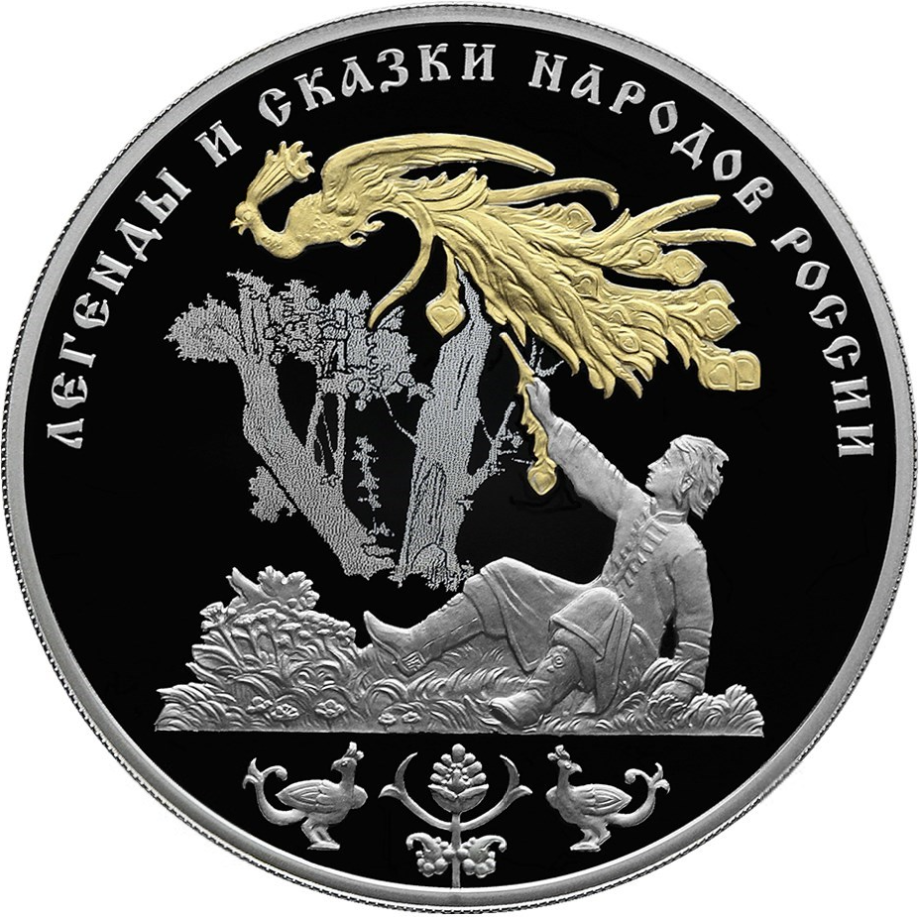
Münze der Russischen Bank von 2017 mit Abbildung des russischen Märchens vom Feuervogel

Ein Feuervogel (russisch жар-птица, schar-ptiza Feuervogel, v. жар Glut) ist ein Vogel in der russisch-slawischen Mythologie. Der magisch glühende Vogel lebt in einem fernen Land und bringt seinem Fänger gleichermaßen Segen wie Unheil.

## Merkmale
Das reiche Gefieder des Feuervogels strahlt in Rot, Orange und Gelb, etwa wie die Glut eines Lagerfeuers. Einzelne Federn glühen auch, nachdem sie ausgefallen sind, eine allein vermag einen größeren Raum zu erhellen. Spätere Darstellungen zeigen den Vogel als gekröntes pfauenähnliches Tier mit strahlender Färbung und glühenden Augenflecken auf den Schwanzfedern.

## Der Feuervogel in den ursprünglichen Sagen
In Märchen wird der Vogel zum Gegenstand schwieriger Aufgaben: Ein Held hat eine Feder des Feuervogels zu bringen, zieht hinaus, den Vogel zu fangen, aus eigenem Antrieb oder durch den Wunsch des Vaters oder Königs. Das Wesen ist zauberhaft und hoch begehrt, aber der Held, ursprünglich durch die glühende Feder bezaubert, gibt ihm die Schuld für seine Umstände.
Die Erzählungen folgen immer dem klassischen Aufbau der Märchen; die Feder dient als Warnung vor einer schwierigen Unternehmung, magische Helfer stehen dem Helden auf dem Weg zur Seite: Sie unterstützen ihn bei der Reise, dem Vogelfang und der Rückkehr aus dem fernen Land mit der „Belohnung“. Bekannt ist die Legende Iwan Zarewitsch, der Feuervogel und der graue Wolf.
In manchen Versionen rettet der Held obendrein eine gefangene Prinzessin aus den Klauen des schrecklichen Fürsten Koschei.

## Der Vogel als Motiv in anderen Erzählungen

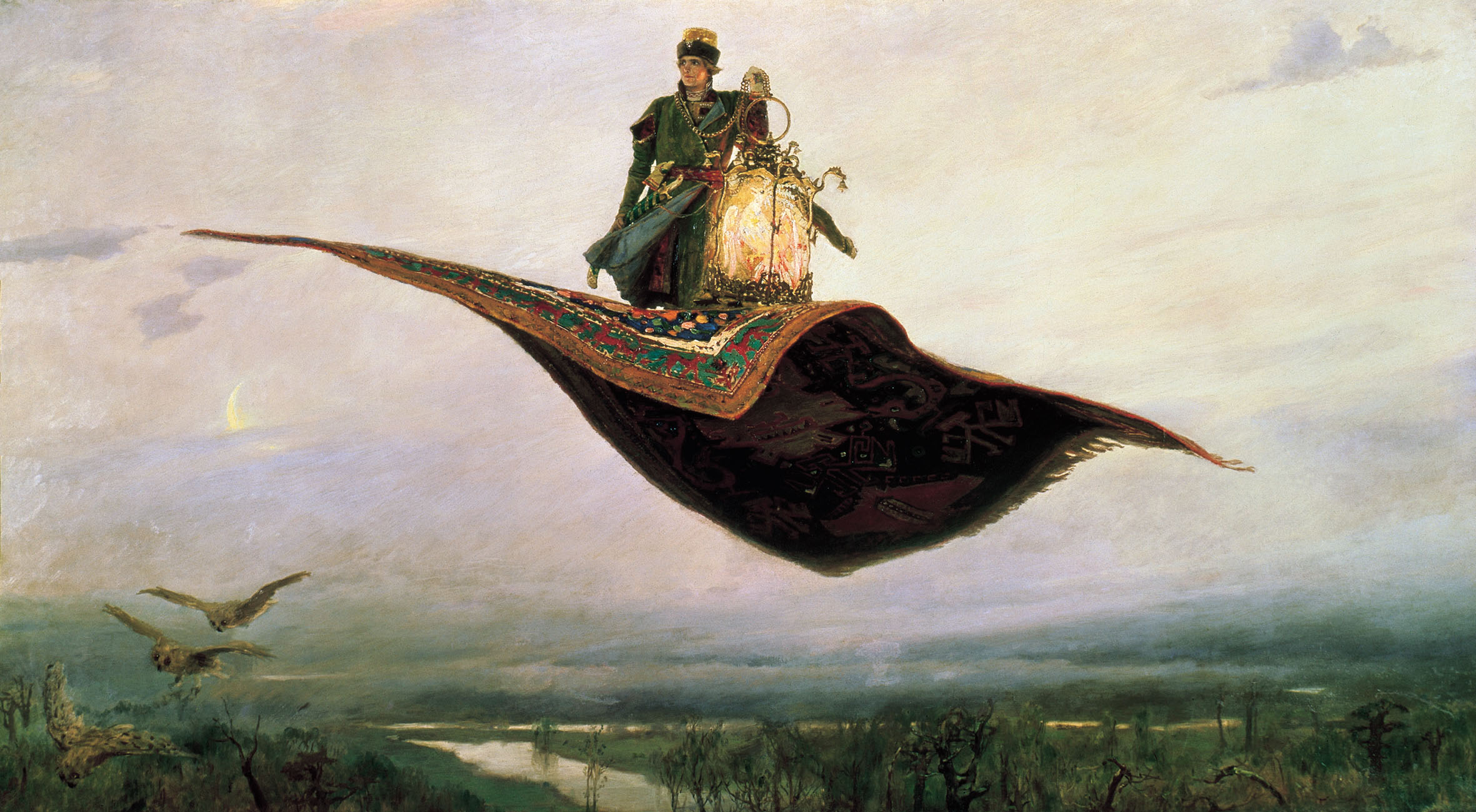
Prinz Iwan bringt einen gefangenen Feuervogel mit seinem fliegenden Teppich mit (Gemälde von Wiktor Wasnezow).

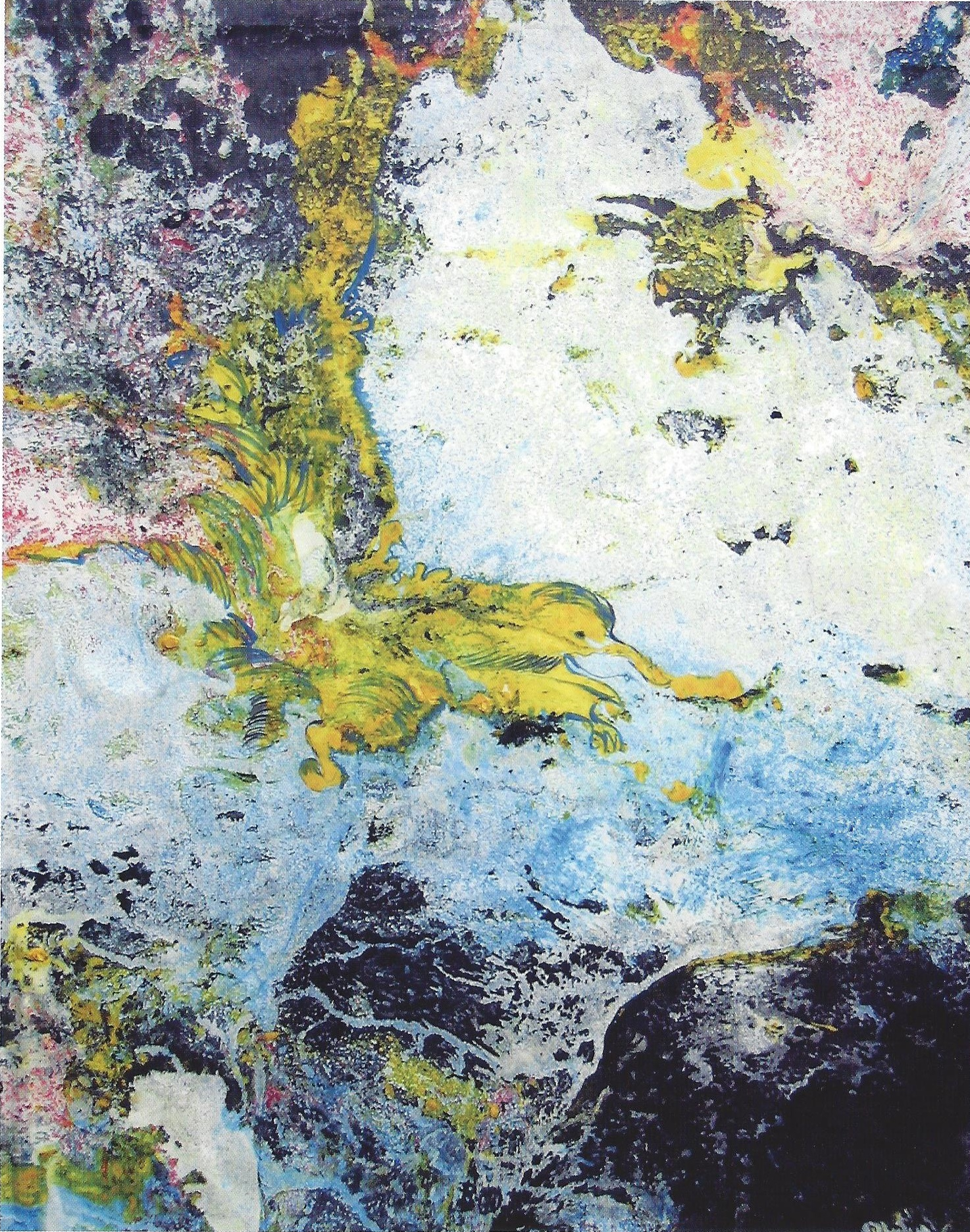
Jochen Kusber: Der Feuervogel (1982)

Die Geschichte des Feuervogels diente als Vorlage und Inspiration für viele andere Werke, wie auch für Das bucklige Pferdchen von Pjotr Jerschow. Auch der russische Komponist Igor Strawinsky schuf mit der Ballettsuite L'Oiseau de feu eine Hommage an die Sage des Fabelwesens.
Das Motiv zeigt Parallelen zu den iranischen Legenden von magischen Vögeln, zu Märchen der Brüder Grimm (Der goldene Vogel, Die Kristallkugel, Das Wasser des Lebens) und anderen russischen Zaubervögeln wie etwa dem Sirin. In der armenischen Sage Hazaran Blbul wird die Aufgabe beschrieben, in der der Vogel gefangen wird; allerdings leuchtet der Vogel in dieser Version nicht, sondern lässt das Land durch seinen Gesang prachtvoll erblühen.
In dem Film Der Feuervogel kann dieser durch den Gesang Menschen heilen. 

## Der Feuervogel als Qualitätszeichen
Für die Lackminiaturen aus Palech wird der Feuervogel seit Jahrzehnten als Qualitätszeichen verwendet. Die im bekannten Künstlerdorf geschaffenen Dosen und Schatullen aus Papiermaché erhalten nach einer strengen Qualitätsprüfung das Zeichen des Feuervogels, über das dann die letzte Lackschicht kommt.

## Mediale Rezeption
- Das bucklige Pferdchen, Regie und Drehbuch: Iwan Iwanow-Wano, UdSSR, 1975 (Zeichentrickfilm nach dem gleichnamigen Märchen von Pjotr Pawlowitsch Jerschow).